# Руднев, Иван Семёнович
Иван Семенович Руднев (1917, Кличено, Ефремовский уезд — 25 ноября 1975, Севастополь) — советский военно-морской деятель, политработник, член Военного совета — начальник Политуправления Черноморского флота, вице-адмирал. Депутат Верховного Совета УССР 7-8-го созывов. Кандидат в члены ЦК КПУ в 1966 — ноябре 1975 года.

## Биография
Родился  17 апреля 1917 в селе Кличено в крестьянской семье. С 29 июля 1937 года служил по комсомольскому набору в Военно-морском флоте СССР. Окончил Военно-морское авиационное училище, находился на комсомольской работе на флоте. Член ВКП(б) с 1939 года.
Участник Великой Отечественной войны с июня 1941. В июле 1942 — июне 1943 года — инструктор по комсомольской работе Политического отдела Северного оборонительного района Северного флота на полуостровах Средний и Рыбачий Мурманской области. В 1943—1945 годах — старший инструктор по комсомольской работе Политического отдела Военно-воздушных сил Северного флота.
Окончил Военно-политическую академию имени В. И. Ленина. Находился на военно-политической работе: служил начальником политического отдела военно-морского соединения, заместителем начальника Политического управления Краснознаменного Черноморского флота.
С 1955 года — 1-й секретарь Ленинского районного комитета КПУ города Севастополя.
Затем вернулся на военную службу. До 1966 года — 1-й заместитель начальника Политического управления Краснознаменного Балтийского флота. В феврале 1966 — мае 1975 года — член Военного совета — начальник Политического управления Краснознаменного Черноморского флота. Вице-адмирал.
Умер 25 ноября 1975 в городе Севастополе  после тяжелой и продолжительной болезни. Похоронен в городе Севастополе на Кладбище Коммунаров. Памятник на могиле авторства скульптора народного художника Украины С. А. Чижа.

Могила Руднева на кладбище Коммунаров в Севастополе.

## Награды[1]
- орден Октябрьской Революции
- орден Красного Знамени
- орден Отечественной войны 2-й ст. (2.08.1945)
- три ордена Красной Звезды (1943,)
- Медаль «За боевые заслуги»
- Медаль «За оборону Советского Заполярья»
- Медаль «За победу над Германией в Великой Отечественной войне 1941–1945 гг.»
- Почётная грамота Президиума Верховного Совета Украинской ССР (28.04.1967)